# エリトリトール
エリトリトール(Erythritol)またはエリスリトールとは、化合物および糖アルコールの一種である。食品添加物や砂糖の代わりに使われる。トウモロコシを原料に、酵素を用いて発酵させて製造する。化学式はC4H10O4、 またはHO(CH2)(CHOH)2(CH2)OHである。
ショ糖の60～70%の甘みを持ち、砂糖と違いカロリーはほとんど無く、血糖値には影響を与えず、虫歯の原因になることも無い。また、インスリンの分泌を促進しない。

## 歴史
1848年、スコットランドの化学者、ジョン・ステンハウス(John Stenhouse)がエリトリトールを発見した。1852年に初めて単離に成功した。1950年に酵母で発酵させた廃糖蜜(Blackstrap Molasses)として作られ、日本においては「糖アルコール」として商品化された。

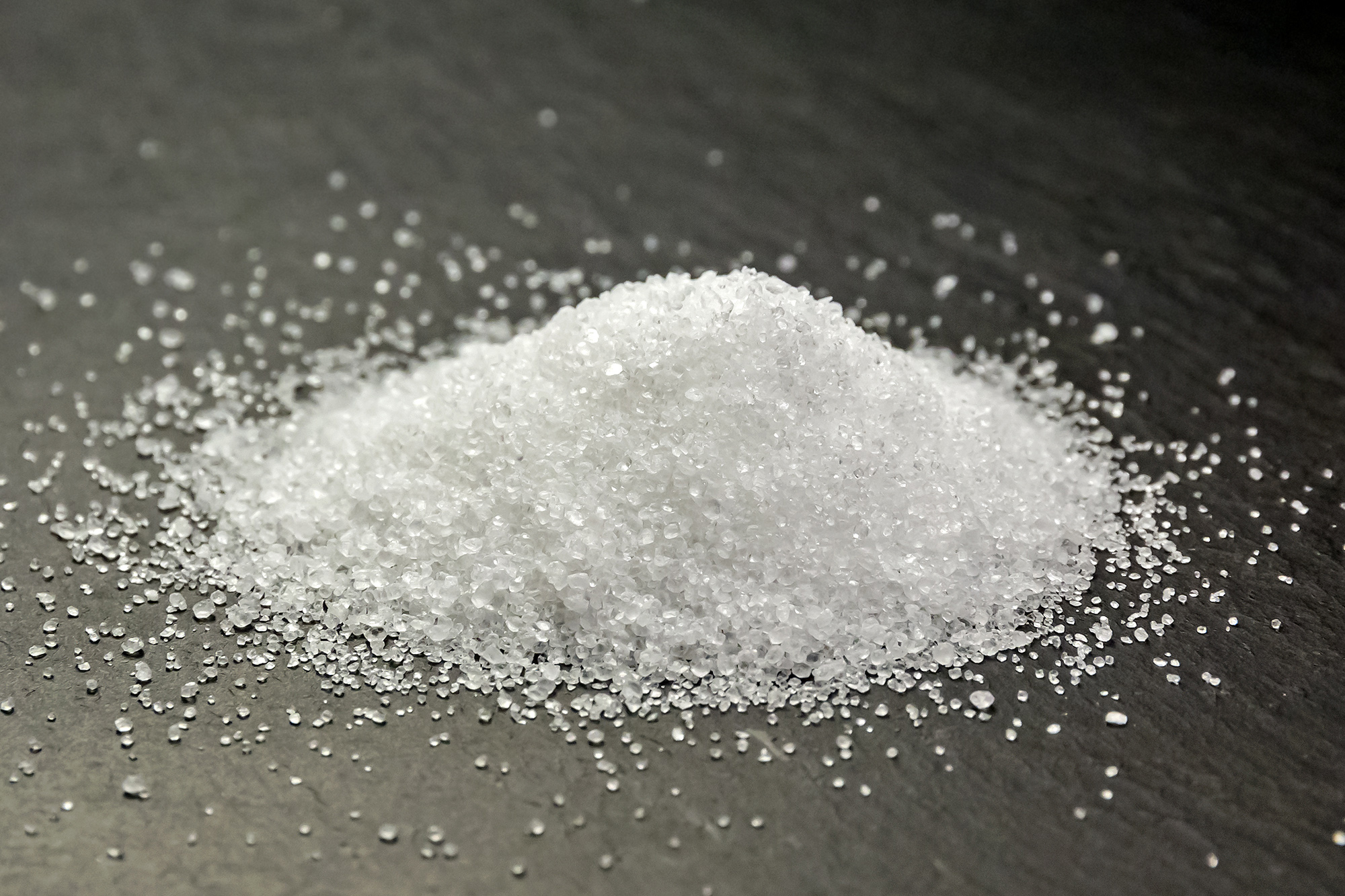
エリトリトールの結晶

## 自然発生
エリトリトールは、一部の果物や発酵食品に自然に含まれる。

## 服用と安全性

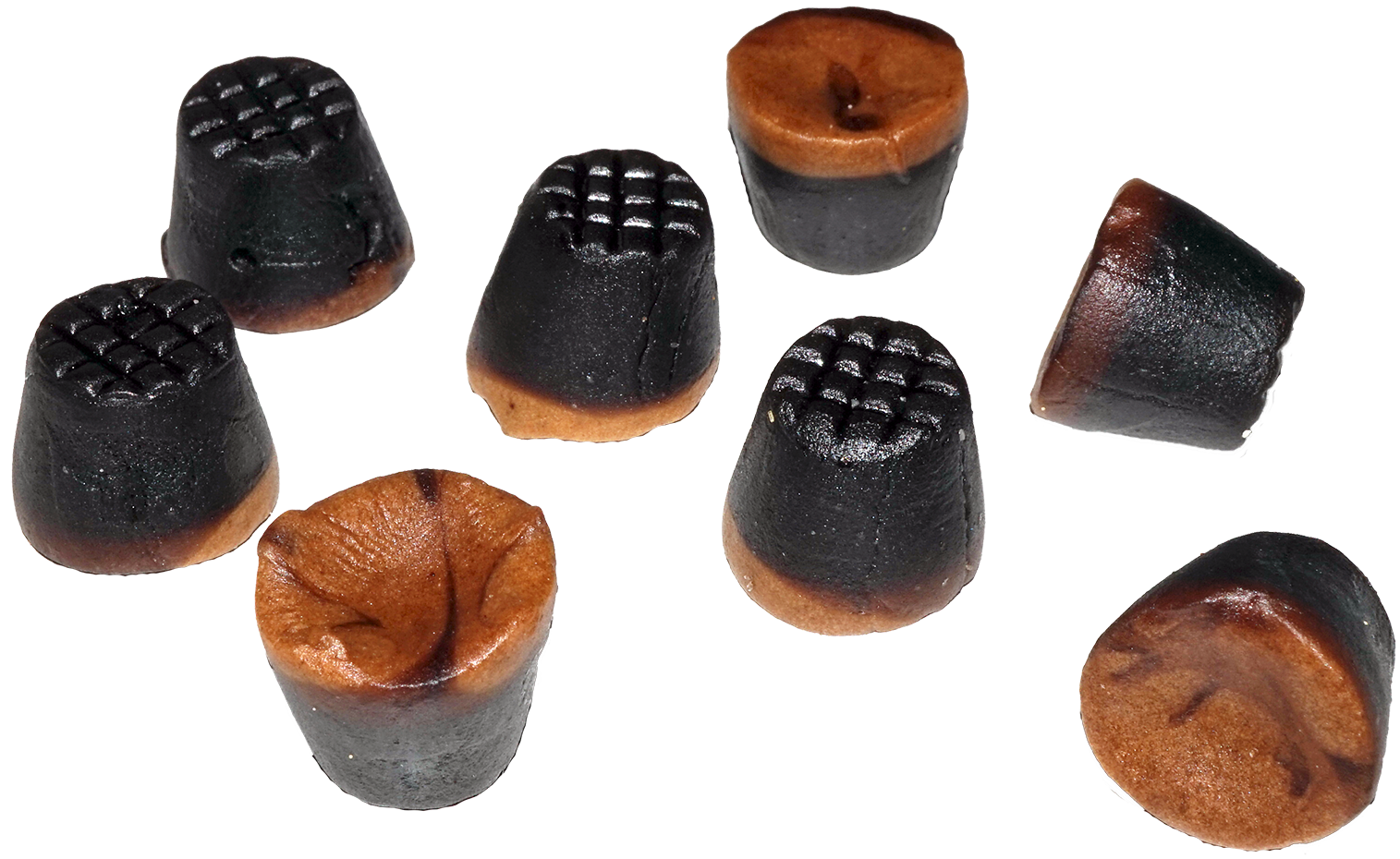
エリトリトールを使って甘くしたお菓子

1990年以降、エリトリトールは食べ物や飲み物において調味料や甘味料として安全に使用可能であるとし、60を超える国の政府機関で承認されている。コーヒー、紅茶、液体栄養補助食品、混合ジュース、酒を除く飲み物、香料、ビスケット、クッキー、卓上甘味料、無糖のチューインガム、風味付け飲料水にも用いられる。エリトリトールを摂取すると血中に急速に吸収されるが、経口投与の大部分（80～90%）は24時間以内に尿中に排泄される。
エリトリトールの安全性について、科学者は、吐き気、過剰な放屁、腹部の膨張や痛み、便の頻度、・・・エリトリトールをどの程度摂取するとこれらの胃腸の不調が発生するのかについて査定した。含有量が1.6%であれば、下剤効果は発生しなかった。許容範囲内の摂取量の上限は、成人と子供とでそれぞれ0.78g/kg標準体重、0.71g/kg標準体重であった。欧州食品安全機関(European Food Safety Authority)の科学委員会は、食べ物および飲み物におけるエリトリトールの摂取上限量について、0.6g/kg標準体重と推奨した。

### 危険性
2023年、糖尿病など心疾患の危険を伴う基礎疾患がある人は、血中のエリトリトール濃度が高い場合、心臓発作や脳卒中のリスクが２倍になると示唆する研究が発表された。

## 食事と代謝

### カロリーと標識化
エリトリトールの栄養表示については国によって異なる。日本や一部の欧州連合加盟国では、「ゼロカロリー」と表記されている。アメリカ食品医薬品局(The Food and Drug Administration, FDA)による表示要件は、カロリー数値は0.2kcal/gである。FDAは、一般に認められているエリトリトールの安全性については独自の判定を下してはいないが、複数の食品製造会社から提出されたエリトリトールに対して「GRAS」（「Generally Recognized As Safe」, 「おおむね安全である、と認められる」）と認定している。

### 消化
エリトリトールは小腸内の血流に概ね吸収され、その後、代謝されずに尿として排泄され、10%ほどの残りは大腸で腸内微生物による発酵を受けて短鎖脂肪酸に転換される。少量であれば、他の糖アルコール（マルチトール、ソルビトール、キシリトール、ラクチトール）を摂取した時と同じく、ガス、膨満感、下剤効果が起こることはない。摂取したエリトリトールの90%は大腸到達前に吸収されるが、残りの10%は、腸内細菌には消化されずに排泄される。
大量に摂取した場合の可能性として、悪心、腸蠕動音、水様便がある。男性では0.66g/kg標準体重以上、女性では0.8g/kg標準体重以上を摂取すると、共に便通反応、50g以上を摂取すると下痢を促し、稀にアレルギー性の膨疹を引き起こす。また、特定の果物との合併症例も報告されている。

### 血糖値とインスリン
エリトリトールは、血糖値にも血中インスリン濃度にも影響を与えない。それゆえに糖尿病患者にとって、有用な砂糖の代替となる可能性がある。ブドウ糖を100とした場合のGI値とII値（insulinaemic index）はそれぞれ、0と２である。

### 口腔内細菌
エリトリトールは歯に優しい甘味料である。口腔内の細菌はエリトリトールを代謝できず、う蝕の原因にもならない。それだけでなく、キシリトールと同じく、連鎖球菌に対して抗菌作用を持ち、歯垢を減らし、虫歯を防ぐ可能性がある。

## 製造
工業生産においてエリトリトールは、トウモロコシデンプンから加水分解を触媒にしブドウ糖を生成するために酵素を用い、ブドウ糖をモニリエラ・トメントサ・バール・ポリニス、オーレオバシディウム、カンジダ・マグノリアエ等の菌株で発酵させて製造する。他には電気化学合成による製造も開発中である。ヤロウイア・リポリティカ変異株は、発酵によるエリトリトール生産の際に特化されており、炭素源にグリセロールを使用し、その高い浸透圧により生成率が62%まで増加する。

## 冷却作用
エリトリトールには強力な冷却作用がある（溶解により熱を吸収する、すなわち正の溶解熱による物理的作用）。これはハッカの風味による冷却作用（専ら生理的作用である：メントール#生理作用を参照）としばしば対比される。この冷却作用は、水に溶け切っていない状態でのみ存在し、糖衣、チョコレート・バー、チューインガム、ハード・キャンディをエリトリトールで甘くすると発生する可能性が出てくる。エリトリトールが持つ冷却作用は、キシリトールによるそれとよく似ており、すべての糖アルコールの中でも最も強力な冷却作用を示す。エリトリトールの酸解離定数(Acid dissociation constant)は18°Cで13.903である。

## 生物学的特性
エリトリトールはキイロショウジョウバエにとっては有効な糖質が存在するにもかかわらず、有毒性を表し、寿命が縮むことが証明された。エリトリトールは人体に安全な害虫駆除剤としても使用できる可能性があることを示唆している。
エリトリトールはブルセラ属菌が優先的に消費する。山羊、牛、豚の胎盤の内部にエリトリトールが存在することについて、ここにブルセラ属菌が蓄積していることへの説明として提示されている。

## 呼び名
19世紀から20世紀初頭にかけて、エリトリトールには、「erythrol」「erythrite」「erythoglucin」「eryglucin」「erythromannite「aphycite」・・・これらの同義語が用いられてきた。
「Zerose」は、エリトリトールの商標名である。

## 参考
1. ↑  Vasudevan, D. M. (2013). Textbook of biochemistry for medical students. New Delhi: Jaypee Brothers Medical Publishers (P) LTD. p. 81. ISBN 978-93-5090-530-2
2. ↑  Moon, HJ; Jeya, M; Kim, IW; Lee, JK (April 2010). “Biotechnological production of erythritol and its applications.”. Applied Microbiology and Biotechnology 86 (4):  1017–25. doi:10.1007/s00253-010-2496-4. PMID 20186409.
3. 1 2  Kawanabe, J.; Hirasawa, M.; Takeuchi, T.; Oda, T.; Ikeda, T. (1992). “Noncariogenicity of erythritol as a substrate”. Caries Research 26 (5):  358–62. doi:10.1159/000261468. PMID 1468100.
4. ↑  Oku T. et al. "Serum glucose and insulin levels and erythritol balance after oral administration of erythritol in healthy subjects.", Eur J Clin Nutr. 1994 Apr;48(4):286-92. PMID 8039489
5. ↑  The discovery of erythritol, which Stenhouse called "erythroglucin", was announced in: Stenhouse, J. (January 1, 1848). “Examination of the proximate principles of some of the lichens”. Philosophical Transactions of the Royal Society of London 138:  63–89; see especially p. 76. doi:10.1098/rstl.1848.0004.
6. 1 2  Boesten, D.M.P.H.J.; den Hartog, G.J.M.; de Cock, P. (2015). “Health effects of erythritol”. Nutrafoods 14 (3):  3–9. doi:10.1007/s13749-014-0067-5.
7. ↑  新藤辰二, 佐々木義幸, 三木啓道, 江口通, 萩原清和, 市川富夫「高速液体クロマトグラフィーによる発酵食品中のエリトリトールの定量について」『食品衛生学雑誌』第29巻第6号、日本食品衛生学会、1988年、419-422_1、doi:10.3358/shokueishi.29.419、ISSN 0015-6426、NAID 130003692856。
8. 1 2 3 4 5 6  Scientific Panel on Food Additives and Nutrient Sources Added to Food, European Food Safety Authority (2015). “Scientific Opinion on the safety of the proposed extension of use of erythritol (E 968) as a food additive”. EFSA Journal 13 (3):  4033. doi:10.2903/j.efsa.2015.4033. ISSN 1831-4732., Quote: "In 2003, the European Union (EU) Scientific Committee on Food (SCF) concluded that erythritol is safe for use in foods. [...] the SCF opinion stated that the laxative threshold may be exceeded, especially by young consumers, [...] the ANS Panel concluded that the acute bolus consumption of erythritol via non-alcoholic beverages at a maximum level of 1.6 % would not raise concerns for laxation."
9. ↑  “カロリーゼロの甘味料、心臓発作や脳卒中リスク増大と関係　米研究”.   cnn.co.jp. 2023年2月28日閲覧。
10. ↑  (2008) European Commission Directive 2008/100/EC.  Quote: "Erythritol is a polyol, and according to the current rules as provided for in Article 5(1) of Directive 90/496/EEC, its energy would be calculated using the conversion factor for polyols, namely 10 kJ/g (2,4 kcal/g). Using this energy conversion factor would not fully inform the consumer about the reduced energy value of a product achieved by the use of erythritol in its manufacture. The Scientific Committee on Food in its opinion on erythritol, expressed on March 5, 2003, noted that the energy provided by erythritol was less than 0,9 kJ/g (less than 0,2 kcal/g). Therefore it is appropriate to adopt a suitable energy conversion factor for erythritol. Current regulations (Reg. (EC) 1169/2011) preserve this conversion factor at 0 kcal/g for energy value calculation purposes."
11. 1 2  “GRAS notices: erythritol”.   US Food and Drug Administration (2018年11月16日). 2018年12月8日閲覧。
12. 1 2  Arrigoni, E.; Brouns, F.; Amadò, R. (November 2005). “Human gut microbiota does not ferment erythritol”. British Journal of Nutrition 94 (5):  643–6. doi:10.1079/BJN20051546. PMID 16277764.
13. ↑  奥恒行「低エネルギー糖質甘味料･エリスリトールの体内代謝と食品への応用」『栄養学雑誌』第56巻第4号、1998年、189-198頁、doi:10.5264/eiyogakuzashi.56.189。
14. ↑  Munro, I. C.; Berndt, W. O.; Borzelleca, J. F. (December 1998). “Erythritol: an interpretive summary of biochemical, metabolic, toxicological and clinical data”. Food and Chemical Toxicology 36 (12):  1139–74. doi:10.1016/S0278-6915(98)00091-X. PMID 9862657.
15. 1 2  Storey, D.; Lee, A.; Bornet, F.; Brouns, F. (Mar 2007). “Gastrointestinal tolerance of erythritol and xylitol ingested in a liquid”. European Journal of Clinical Nutrition 61 (3):  349–54. doi:10.1038/sj.ejcn.1602532. PMID 16988647.
16. ↑  “Gastrointestinal Disturbances Associated with the Consumption of Sugar Alcohols with Special Consideration of Xylitol: Scientific Review and Instructions for Dentists and Other Health-Care Professionals”. Int J Dent 2016:  5967907. (2016). doi:10.1155/2016/5967907. PMC 5093271. PMID 27840639.
17. ↑  Hino, H.; Kasai, S.; Hattori, N.; Kenjo, K. (Mar 2000). “A case of allergic urticaria caused by erythritol”. Journal of Dermatology 27 (3):  163–5. doi:10.1111/j.1346-8138.2000.tb02143.x. PMID 10774141.
18. ↑  松村泰宏、加藤敦子、夏見亜希「エリスリトールによる即時型アレルギーの1例」『皮膚の科学(1347-1813)』第16巻第2号、2017年4月、133-138頁、doi:10.11340/skinresearch.16.2_133。
19. ↑  “Erythritol: an interpretive summary of biochemical, metabolic, toxicological and clinical data”. Food Chem. Toxicol. 36 (12):  1139–74. (December 1998). doi:10.1016/S0278-6915(98)00091-X. PMID 9862657.
20. 1 2 3  de Cock, Peter (2012). “Erythritol”. Sweeteners and Sugar Alternatives in Food Technology. pp. 213–241. doi:10.1002/9781118373941.ch10. ISBN 9781118373941
21. ↑  Clara Piccirillo, PhD (2014年1月28日). “How Is Erythritol Made? Manufacture of a Low-Calorie Sugar Substitute”.   Decoded Science. 2021年3月20日閲覧。
22. ↑  吉川潤「醤油や味噌に含まれるエリスリトールは誰が作っているのか」（PDF）『生物工学』第98巻第2号、2020年、83頁。
23. ↑  Elaine Watson (2013年4月10日). “'Green electrochemistry' could pave way for more cost effective production of erythritol, says trailblazing DFI Corp”
24. ↑  Fickers, P; Carly, F (8 February 2018). “Erythritol production by yeasts: a snapshot of current knowledge”. Yeast 35 (7):  455–466. doi:10.1002/yea.3306. ISSN 1097-0061. PMID 29322598.
25. ↑  Wohlfarth, C. (2006). CRC handbook of enthalpy data of polymer-solvent systems. CRC / Taylor & Francis. p. 3. ISBN 978-0-8493-9361-7
26. ↑  Jasra, R. V.; Ahluwalia, J. C. (1982). “Enthalpies of Solution, Partial Molal Heat Capacities and Apparent Molal Volumes of Sugars and Polyols in Water”. Journal of Solution Chemistry 11 (5):  325–338. doi:10.1007/BF00649291. ISSN 1572-8927.
27. ↑  O'Neil, M. J. (2006). “Erythritol”. The Merck Index - an Encyclopedia of Chemicals, Drugs, and Biologicals.:  629.
28. ↑  Baudier, K.M.; Kaschock-Marenda, S.D.; Patel, N.; Diangelus, K.L.; O'Donnell, S.; Marenda, D.R. (2014). “Erythritol, a Non-Nutritive Sugar Alcohol Sweetener and the Main Component of Truvia, Is a Palatable Ingested Insecticide”. PLOS ONE 9 (6):  e98949. Bibcode: 2014PLoSO...998949B. doi:10.1371/journal.pone.0098949. PMC 4045977. PMID 24896294.
29. ↑  Petersen, Erik; Rajashekara, Gireesh; Sanakkayala, Neelima; Eskra, Linda; Harms, Jerome; Splitter, Gary (2013). “Erythritol triggers expression of virulence traits in Brucella melitensis”. Microbes and Infection 15 (6–7):  440–449. doi:10.1016/j.micinf.2013.02.002. ISSN 1286-4579. PMC 3686989. PMID 23421980.
30. ↑  Hart, Edward (1892). “A list of words whose use should be avoided in favor of the accompanying synonyms”. Journal of Analytical and Applied Chemistry 6:  160.
31. ↑  “Cargill unveils new products featuring Zerose natural sweetener”.   New Hope Network (2010年3月9日). 2018年11月13日閲覧。